# Bahnhof Calbe (Saale) Ost
Der Bahnhof Calbe (Saale) Ost ist neben Calbe (Saale) West und Calbe (Saale) Stadt einer von drei Stationen in der Stadt Calbe (Saale) im Salzlandkreis in Sachsen-Anhalt. Bereits 1839 wurde er eröffnet und ist damit eine der ältesten Bahnstation in Sachsen-Anhalt. Er befindet sich an der Bahnstrecke Magdeburg–Leipzig und ist über die Abzweigstelle Tornitz mit der Bahnstrecke Berlin–Blankenheim verbunden. Güterverkehr findet seit 1995 nicht mehr statt. Der Bahnhof stand unter Denkmalschutz, wurde jedoch im Oktober 2020 aus dem Denkmalverzeichnis ausgetragen, nachdem zuvor das Empfangsgebäude abgerissen worden war.

## Lage
Der Bahnhof befindet sich im äußersten Osten des Calbenser Stadtgebietes. Er gehört zum inoffiziellen Stadtteil Grizehne. Er liegt über drei Kilometer Luftlinie entfernt vom Stadtkern. Der Haltepunkt und der andere Bahnhof befinden sich zwei bzw. vier Kilometer entfernt. Etwa zwei Kilometer nördlich kreuzt die Strecke Magdeburg–Leipzig die Strecke Berlin–Blankenheim.
In unmittelbarer Umgebung des Bahnhofs befinden sich ein Industriegebiet und eine kleine Siedlung. Aufgrund dieser dezentralen Lage des Ostbahnhofs und auch der des Westbahnhofs wurden auf der gesamten Linie nach Bernburg lange Zeit geringe Fahrgastzahlen gemessen. Deswegen wurde eine Einstellung des Personenverkehrs auf jener Strecke überlegt. Durch den am 22. Dezember 2014 neu eingerichteten Haltepunkt Calbe (Saale) Stadt, der wesentlich zentraler liegt, sollten die Fahrgastzahlen in Calbe insgesamt erhöht werden.

## Bezeichnungen
Der Bahnhof Calbe Ost wurde im Laufe der Zeit mehrfach umbenannt:
- „Station an der Saale“ (9. September 1839 – 5. Dezember 1876)
- „Calbe a Saale“ (6. Dezember 1876 – 30. August 1882)
- „Grizehne bei Calbe (S)“ (1. September 1882 – 30. Oktober 1911)
- „Calbe (Saale) Ost“ (seit 1. November 1911)

## Geschichte
Am 8. September 1839 war die Strecke aus Magdeburg bis Calbe fertiggestellt. Am Tag darauf wurde der Bahnhof eröffnet. Mit dem Weiterbau der Strecke in Richtung Köthen war auch der Bau eines ersten Bahnhofsgebäudes in Calbe verbunden. Es handelte sich dabei vermutlich um ein Fachwerkhaus. 1894 wurde es abgerissen und anschließend ein Neubau errichtet, der bis 2020 vorhanden war.

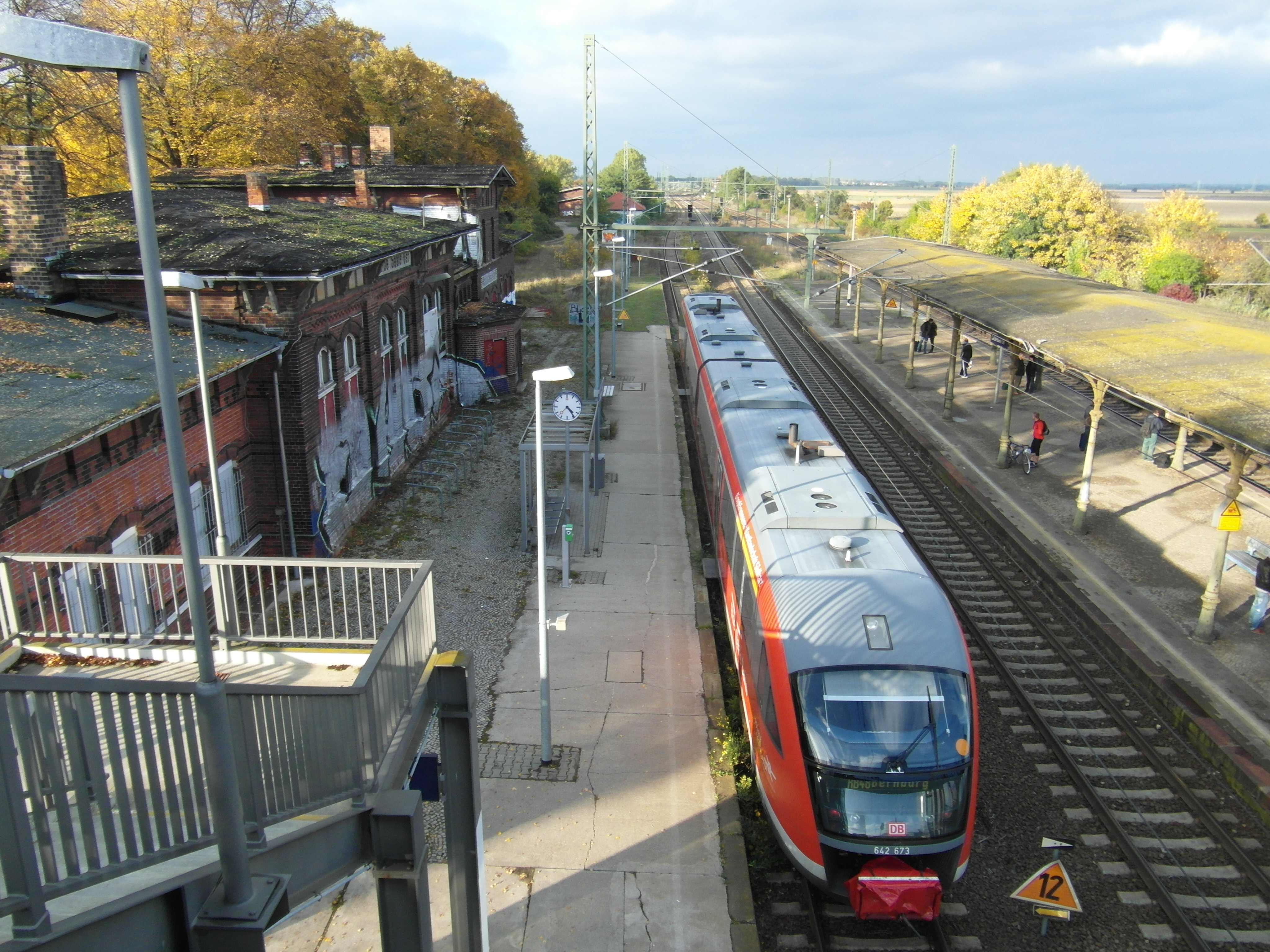
Bahnsteige (2013)

1879 ging die Bahnstrecke Berlin–Blankenheim (Kanonenbahn) in Betrieb, die in Calbe ebenfalls einen Bahnhof erhielt (heute Calbe (Saale) West genannt). Diese lag nur etwa einen Kilometer vom Stadtzentrum entfernt und damit deutlich näher als der Bahnhof in Grizehne (heute Calbe (Saale) Ost). 1882 ging für den Güterverkehr eine Verbindungsstrecke zwischen beiden Stationen in Betrieb. 1890/91 ging von der Station an der Kanonenbahn ausgehend eine Abzweigstrecke nach Bernburg für den Personen- und Güterverkehr in Betrieb, wobei die Personenzüge über die Verbindungsstrecke zum Bahnhof in Grizehne weiterfuhren.
Auch im Güterverkehr spielte die Nebenbahn aus Bernburg eine wichtige Rolle im Bahnhof Grizehne. Maschinen der Nebenbahn verrichteten die Rangierarbeiten.

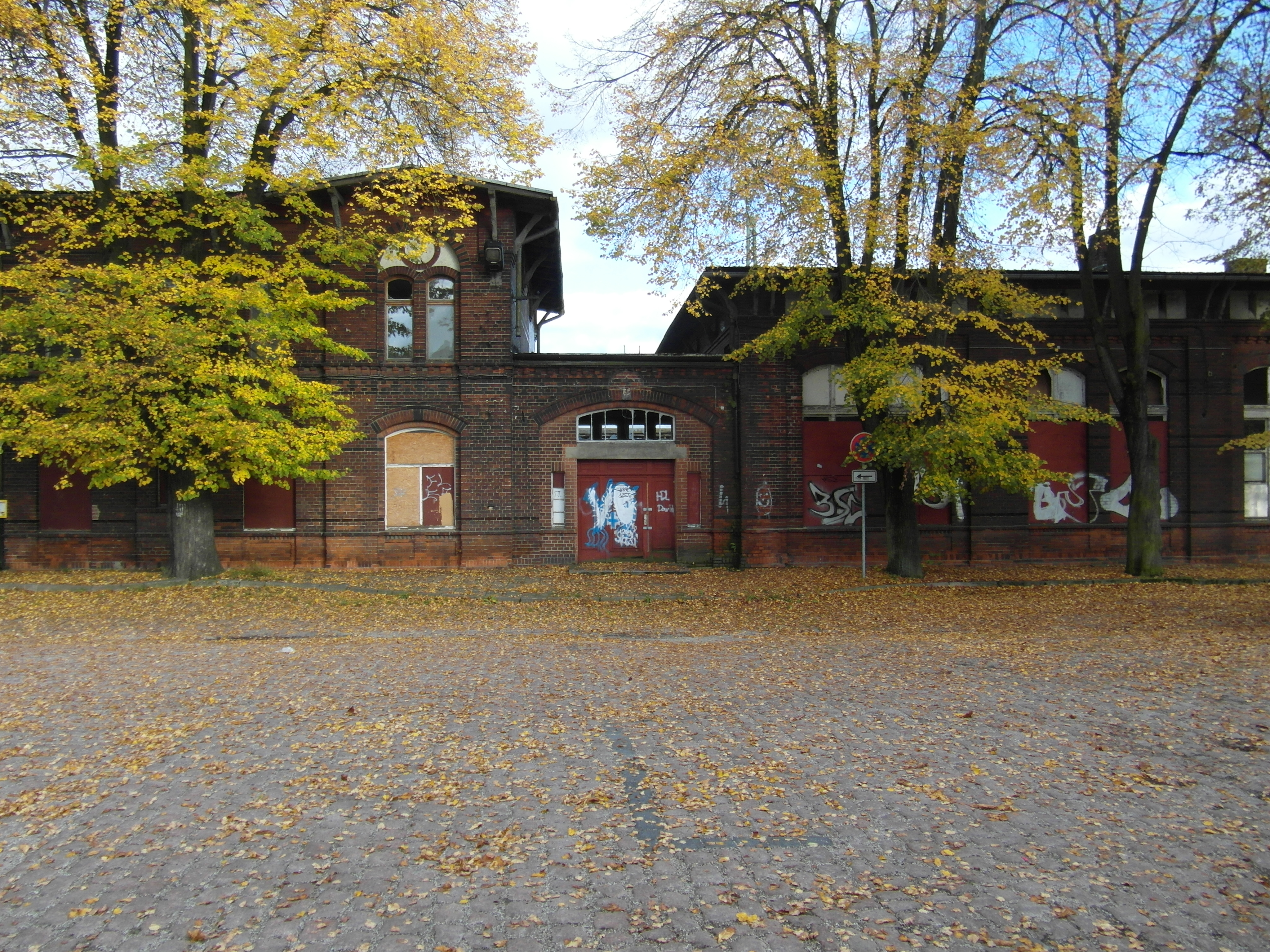
Empfangsgebäude (2013)

1891 gab es seitens der Königlichen Eisenbahndirektion Magdeburg einen ersten Entwurf für den Bau eines zweiständigen Lokschuppens. Die geplante Länge war mit 39 Metern angegeben. An beiden Giebelseiten sollte es Ausfahrten geben. Doch zum Bau dieses Schuppens kam es nie. Sein Standort und der Grund für den nicht begonnenen Bau sind nicht bekannt.
Nach dem Ersten Weltkrieg fand umfangreicher Güterverkehr statt. Das Reichsbahn-Verkehrsamt Aschersleben zog es aus diesem Grund in Erwägung, einen Personenzug vormittags ausfallen zu lassen. Stattdessen sollten zwischen beiden Calbenser Bahnhöfe ein Bus verkehren. Es ist nicht klar, ob dieser Vorschlag auch Umsetzung fand.
1933 kam es zu Umbauarbeiten im Bahnhof. Die Elektrifizierung der Strecke zwischen Magdeburg und Leipzig und der damit verbundene Neubau der Saalebrücke begann. Sämtliche Gleise und der Mittelbahnsteig mussten dafür verlegt werden. Gleiches galt für die 1900 gebaute Bahnsteigüberdachung, die um etwa 60 Zentimeter nach Osten verschoben wurde. Gleisanlagen der Nebenbahn und des Güterverkehrs waren von diesen Arbeiten nicht betroffen.

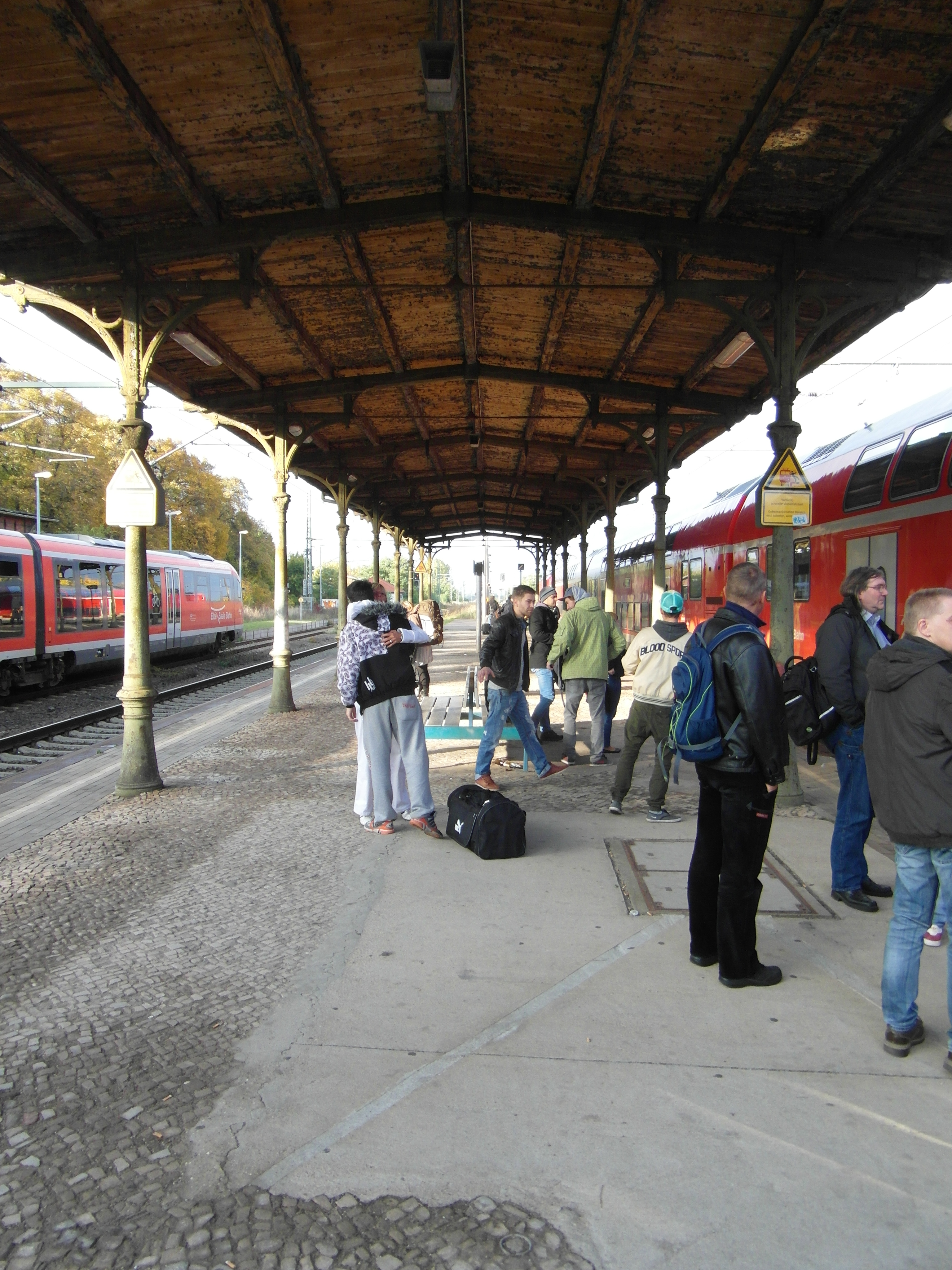
Mittelbahnsteig (2013)

Nach dem Zweiten Weltkrieg war nochmals ein Kleinlokomotivschuppen auf Antrag der Bahnmeisterei des Bahnhofs geplant. Auch dieses Gebäude wurde nie gebaut.
Die Blütezeit des Bahnhofs begann ab 1951, als das Niederschachtofenwerk in Betrieb ging. Es bestand dafür ein Gleisanschluss vom Bahnhof zum Werkgelände. Von 1915 bis 1991 wurde im Güterverkehr auch ein Gelatinewerk bedient.
Der Calbenser Bahnhof verfügte über zwei Stellwerke. Eines davon war das Fahrdienstleiterstellwerk mit der Bezeichnung „Cn“ und das andere ein Wärterstellwerk, das man „Cs“ nannte. Am 1. Dezember 1959 nahm man ein neues Stellwerk in Betrieb, das in den 1970er-Jahren umgerüstet wurde.
Nach der Wende 1990 wurden etliche große Werke geschlossen. Nachfolgeunternehmen verzichteten oft auf einen Gleisanschluss, sodass der Güterverkehr schnell zum Erliegen kam. Bis ungefähr 1995 verkehrten auf der Nebenbahn lokbespannte Züge, für die im Bahnhof Umfahrungsgleise bereitstehen mussten. Als man auf Triebwagenverkehr umstellte, waren jene Gleise nicht mehr notwendig, sodass sie zurückgebaut werden konnten. Zum 1. Januar 1995 wurde der Güterverkehr offiziell eingestellt. Danach schloss auch die Fahrkartenausgabe.
1999 wurde ein elektronisches Stellwerk in Leipzig eingerichtet. Alle nicht mehr benötigten Gleisanlagen wurden zurückgebaut. Der Bahnhof Calbe Ost ist seitdem unbesetzt.
Am südlichen Bahnhofskopf wurde 2001 ein Überweg mit Treppen und Aufzugsanlage erbaut. Dieser verbindet den Bahnsteig 1 mit den Bahnsteigen 2 und 3. Die Bahnsteige 1 und 2 sind 155 Meter lang, der Bahnsteig 3 173 Meter. Der ehemalige Bahnsteigtunnel wurde verfüllt.
Im ersten Halbjahr 2018 wurden Haus- und Mittelbahnsteig für 900.000 Euro erneuert und auf eine Höhe von 55 Zentimeter angehoben. Die Bauarbeiten für eine Neugestaltung des Bahnhofsumfelds begannen im September 2019. Dabei wurde auch das denkmalgeschützte Bahnhofsgebäude, das im Kern aus dem Jahr 1839 stammt und einzigartig in Sachsen-Anhalt war, abgerissen. Angesichts des Zustands des Gebäudes nach jahrelanger Vernachlässigung hatte die Denkmalbehörde den Widerstand gegen die Abrisspläne aufgegeben.

## Verkehrsanbindung
| Linie                    | Fahrtverlauf                                                           | Takt (min) | Betreiber                          |
| ------------------------ | ---------------------------------------------------------------------- | ---------- | ---------------------------------- |
| RE 30                    | Magdeburg – Magdeburg-Buckau – Schönebeck – Calbe Ost – Köthen – Halle | 060        | DB Regio Südost                    |
| RB 47                    | Calbe Ost – Bernburg – Baalberge – Könnern – Halle-Trotha – Halle      | 120        | Regionalverkehre Start Deutschland |
| Stand: 15. Dezember 2024 |                                                                        |            |                                    |